# سلام
السَّلَامُ أو السِّلْمُ أو السَّلْمُ هو حالة الهدوء والسكينة، يُستخدم مصطلح السلام كمعاكس ومنافٍ للحرب وأعمال العنف الحاصل بين الشعوب المختلفة أو طبقات المجتمع المتباينة أو الدّول المتنافسة، فحتى في وقت السلم يدخل الناس في الصراعات كالحملات الانتخابية والسجالات وتعارض الآراء وغيرها. وحمامة البيضاءُ ترمُز إلى السِلْمِّ. ومما يتبين من التاريخ جنوح الغالبية إلى صنع السلام ومحاولة إحلاله كحالة طبيعية وعادية يجب أن تكون مستمرة في مسار التطور والنّماء الإنساني، منافية للحرب والعنف كحالة شاذة معاكسة للحالة الطبيعية وهي السلام، الأمر الذي لا يتماشى والازدهار والرقي الإنساني.
السلام لا يشعر به ولا يعرف قيمته النفسية والروحية والاجتماعية والمادية إلا من عاش ويلات الحرب وقذاراتها.[وفقًا لِمَن؟]
والسلم والسلام هو شرط وضرورة قصوى وركيزة أساسية لأي تطور وازدهار ونماء ورقي إنساني في جميع جوانبه المادية والأخلاقية.
ومن أفصح ما جاء في وصف أهمية السلام وحالة الحرب في الأدب العربي عند امرؤ القيس:

| الْحَرْبُ أَوَّلُ مَا تَكُونُ فُتَيَّةً    |  | تَسْعَى بِزِينَتِهَا لِكُلِّ جَهُولِ   |
| حَتَّى إِذَا اسْتَعَرَتْ وَشَبَّ ضِرَامُهَا |  | عَادَتْ عَجُوزًا غَيْرَ ذَاتِ خَلِيلِ |
| شَمْطَاءَ جَزَّتْ رَأْسَهَا وَتَنَكَّرَتْ    |  | مَكْرُوهَةً لِلشَّمِّ وَالتَّقْبِيلِ    |

## وصلات خارجية
- الموقع الرسمي
- الموقع الرسمي للفيلم الوثائقي المطول"أطفال الحروب"
- Peace على مشروع الدليل المفتوح